# Hyperolius kachalolae
Hyperolius kachalolae és una espècie de granota de la família dels hiperòlids que viu a Malawi, Zàmbia i, possiblement també, a la República Democràtica del Congo, Angola, Moçambic i Tanzània.